# Lo Zoo di 105 Compilation Vol. 3
Lo Zoo di 105 Compilation Vol. 3 è la terza compilation dell'omonimo programma radiofonico, pubblicata il 19 marzo 2010.

## CD1
Intro: Sigla Zoo by Bloom 06 - Welcome To The Zoo (Wender Remix 2010)
1. Bingo Players feat. Tony Scott - Devotion - 5:54
2. Armand Van Helden & A-Trak pres. Duck Sauce - Anyway - 4:34
3. Andrea Paci feat. Michelle Weeks - Big Mama (Elektro Mix) - 4:15
4. The Cut & Mind Electric - Sweat - 4:47
5. Edward Maya & Vika Jigulina - Stereo Love (Gabry Ponte Remix Extended) - 5:21
6. Molella - Revolution (Tantaroba Mix) - 4:05
7. I Tamarri - Panico Paura - 4:01
8. Cristian Cheval feat. Allstars - Drop It...! (Rap On It) - 3:56
9. Steve Aoki - I'm In The House featuring [[[Zuper Blahq]]] - 3:21
10. Nicola Fasano vs. Ultra Naté - No Wasted Hearts (Alex Gaudino & Jason Rooney Mix) - 5:14
11. Nicky Romero - My Friend - 3:56
12. Meck feat. Dino - Feels Like A Prayer - 3:17
13. Babylonia - By My Side - 4:47
14. South Street Player - (Who) Keeps Changing Your Mind (Daniel Bovie & Roy Rox Remix) - 4:46
15. Wender feat. Gino Lo Spazzino - Un Piccione Sul Lampione - 4:51

## CD2
Intro: Sigla Zoo by Bloom 06 - Welcome To The Zoo (Wender Remix 2010)
1. DJ Spyne vs. Pippo Palmieri - Hold You Tonight - 5:21
2. Alex Gaudino vs. Nari & Milani feat. Capricorn - The Drums (Avicii's Mouthful Remix) - 4:56
3. Example - Watch The Sun Come Up (Kurd Maverick Remix) - 4:41
4. Junior Sanchez feat. Good Charlotte - Elevator (Nari & Milani Remix) - 4:13
5. The Temper Trap - Sweet Disposition (Evil Nine Mix) - 4:22
6. Vassy - History (Alex Gaudino & Jason Rooney Remix) - 6:06
7. Inna - Hot (Da Brozz Remix) - 4:40
8. David Guetta feat. Kid Cudi - Memories - 4:00
9. Steve Angello - Tivoli - 5:09
10. The Beat-Halls - Trip With A Ghost - 4:34
11. Dennis Ferrer - Hey Hey - 4:24
12. Goldsylver - I Know You Better - 4:13
13. Gubellini vs. Pain feat. Darook MC - Shake It Up (Maurizio Gubellini & Stefano Pain Main Mix) - 4:17
14. Bassmonkey & Bianca Lindgren - Get Busy - 3:57
15. Gramophonedzie - Why Don't You - 4:00

## CD3 - San Jimmy 2010
1. Donatello Milano - Non mi tira più - 2:41
2. Maf - Ninna nanna brutta cagna - 2:29
3. Dj Acquaman - You Porn - 2:44
4. Saretta - I Generation - 3:49
5. Cialìs - Punto G Def - 2:59
6. Sopreman - Mi stressi - 3:43
7. Depesce - S Lunghissima (Classic Version) - 3:46
8. Pippo Palmieri - Markettaman - 2:58
9. Depesce - S Lunghissima (Karaoke) - 3:38
10. DJ Acquaman - You Porn (Karaoke) - 2:43
11. Pippo Palmieri - Markettaman (Karaoke) - 2:58
12. Cialìs - Punto G Def (Karaoke) - 2:57
13. Saretta - I Generation Aria Version (feat. Wender) - 3:41

## Curiosità
- La prima traccia del CD1 è la versione originale del brano, e non il remix di Patrick La Funk come indicato sulla confezione.